# Sirenide (romanzo)
Sirenide è un romanzo fantastico-fantascientifico del 1921 dello scrittore italiano Nino Salvaneschi. Ambientata sull'isola di Capri, la storia narra di un regno sottomarino governato da una sirena e delle esperienze straordinarie vissute dai protagonisti in questo mondo nascosto. Il romanzo è considerato una delle prime espressioni della fantascienza italiana tra le due guerre mondiali.

## Storia editoriale
Il romanzo fu pubblicato per la prima volta nel 1921 dalla casa editrice ETA. Successivamente, fu ristampato da Corbaccio nel 1926 e nel 1929.

## Trama
Due archeologi, durante le loro ricerche a Capri, cadono accidentalmente nel sottosuolo, scoprendo Sirénide, un meraviglioso luogo fatto di strade a spirale che scendono in profondità abissali. In questo regno sottomarino, governato dalla 94ª Sirena, Ciana, una moltitudine di uomini attende di poterla vedere e di sentirla cantare. Il suo canto trattiene gli uomini impedendo loro di risalire.
Ciana, una creatura di straordinaria bellezza, descrive il suo regno come un luogo dove si lavora per ripristinare sulla terra l'armonia, l'unica grande legge che governa i mondi. Ella afferma che ogni creatura porta in sé un invisibile granello delle sinfonie dell'infinito e che la vita non muore, ma tutto si rinnova e ascende a spirali successive verso la meta lontana di tutte le umanità: l'armonia. Ciana propone ai visitatori di unirsi al suo popolo, invitandoli a unirsi a lei nel lavorare per la ricostruzione dell'armonia umana.

## Accoglienza e critica
Sirenide è stato descritto come un "canto d'amore per l'isola di Capri", identificata nel romanzo con Antemoessa, terra delle sirene cantata da Omero. Il romanzo è stato interpretato come una riflessione sulla bellezza incantatrice delle sirene e sul loro canto ammaliatore, che porta alla follia coloro che lo ascoltano.

## Edizioni
- Nino Salvaneschi, Sirenide, ETA, 1921.
- Nino Salvaneschi, Sirenide, Corbaccio, 1926.
- Nino Salvaneschi, Sirenide, Corbaccio, 1929.